# Boltoniinae
 Boltoniinae  G.L. Nesom, 2000 è una sottotribù di piante angiosperme dicotiledoni della famiglia delle Asteraceae (sottofamiglia Asteroideae e tribù Astereae/clade   North American lineage).

## Etimologia
Il nome di questa sottotribù deriva dal suo genere più importante Boltonia L'Hér. il cui nome è stato dato in ricordo del botanico inglese James B. Bolton (morto nel 1799).
ll nome scientifico della sottotribù è stato definito per la prima volta dal botanico contemporaneo Guy L. Nesom (1945 -) nella pubblicazione "Sida; Contributions to Botany. Dallas; Fort Worth, TX - 19(2): 266. 2000" del 2000.

## Descrizione

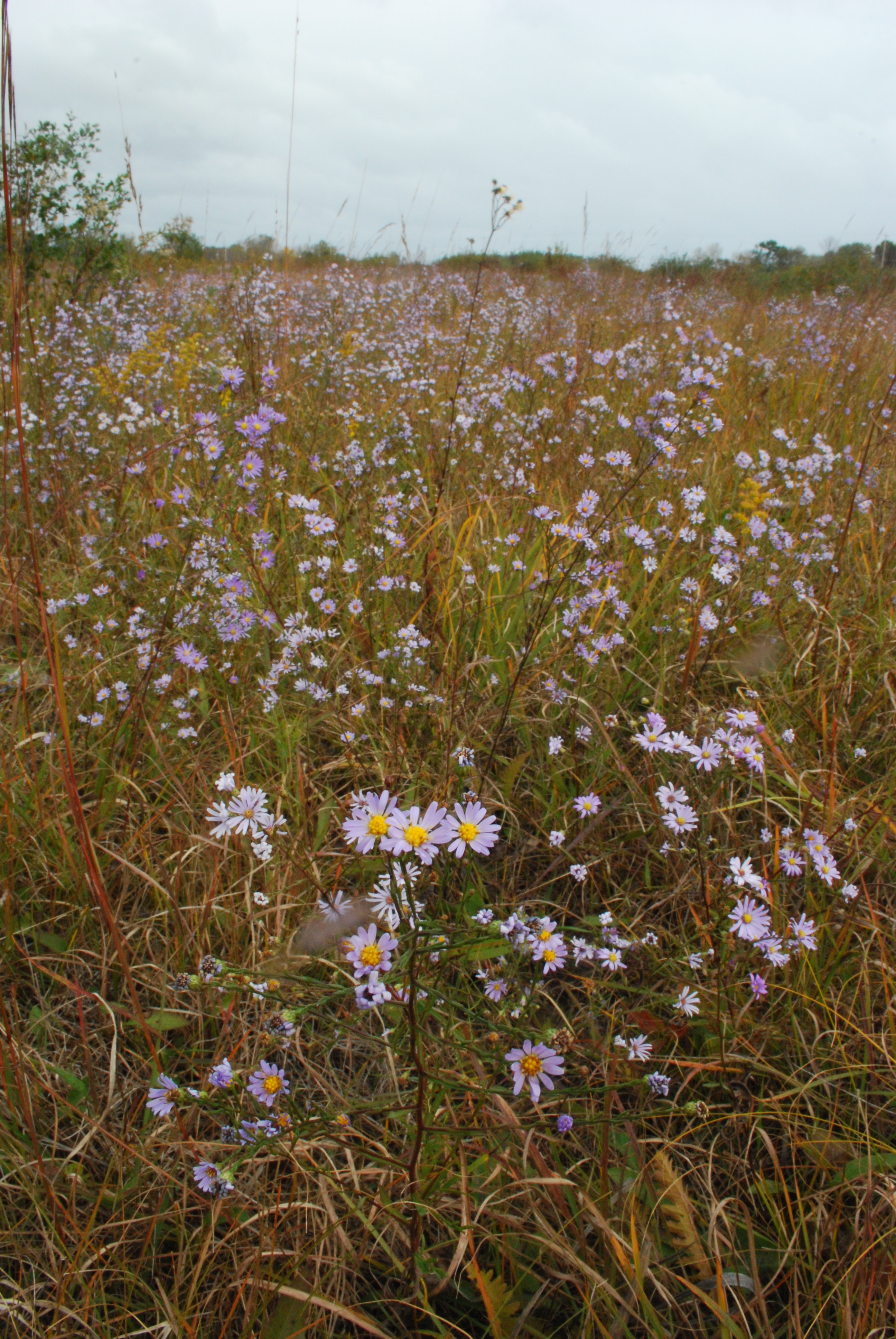
Il portamento
Boltonia asteroides

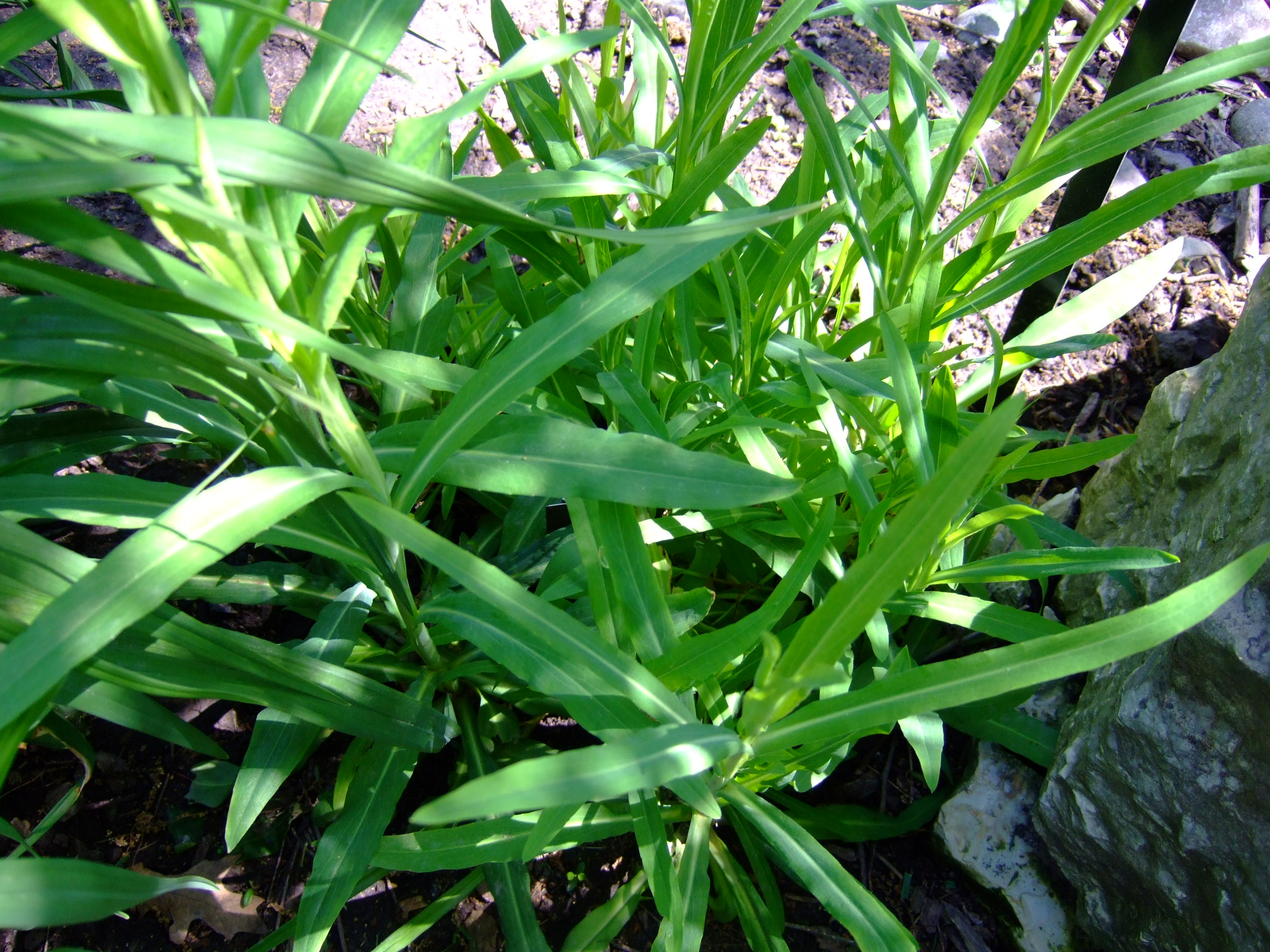
Le foglie
Boltonia decurrens

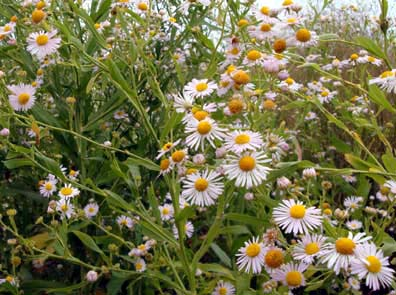
Infiorescenza
Boltonia decurrens

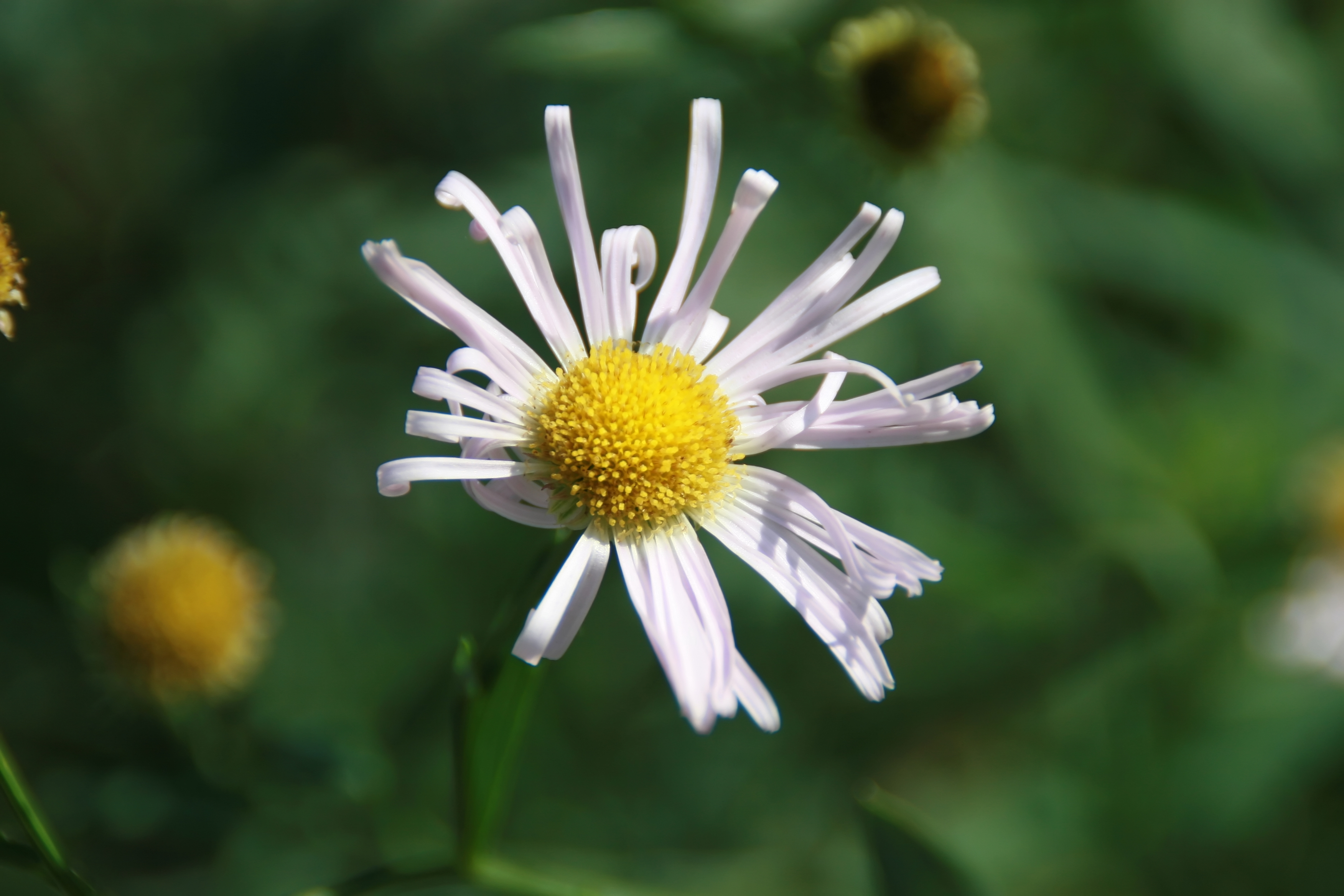
I fiori
Boltonia asteroides

Portamento. Le piante di questo gruppo sono delle erbe perenni o arbusti.
Fusto. La parte aerea è alta da 30 a 250 cm con radici rizomatose o stolonifere e fusti eretti e ascendenti con ramificazioni laterali trasformate spesso in spine. 
Foglie. Le foglie lungo il caule sono disposte in modo alternato, sono sessili e a volte decorrenti; la lamina varia da lanceolata a oblanceolata con margini dentati e superficie glabra.
Infiorescenza. Le sinflorescenze sono composte da diversi capolini (da 10 a 100) raccolti in formazioni frondose, corimbose o panicolate. Le infiorescenze vere e proprie sono composte da un capolino terminale peduncolato di tipo radiato con fiori eterogami. I capolini sono formati da un involucro, con forme da cilindriche a campanulate, composto da 30 - 55 brattee, al cui interno un ricettacolo fa da base ai fiori di due tipi: fiori del raggio e fiori del disco. Le brattee, piatte, con forme variabili da lineari-oblanceolate a spatolate, con margini membranacei o anche ialini e a consistenza erbacea, sono disposte in modo più o meno embricato su 2 - 5 serie. Il ricettacolo in genere è nudo ossia senza pagliette a protezione della base dei fiori; la forma è piatta o da convessa a conica.
Fiori.  I fiori sono tetra-ciclici (formati cioè da 4 verticilli: calice – corolla – androceo – gineceo) e pentameri (calice e corolla formati da 5 elementi). Si distinguono in:
- fiori del raggio (esterni): sono femminili e sono disposti su una sola serie; la forma è ligulata (zigomorfa);
- fiori del disco (centrali): sono più numerosi con forme brevemente tubulose (attinomorfe); sono ermafroditi o (raramente) funzionalmente maschili.

- Formula fiorale:

*/x K {\displaystyle \infty }, [C (5), A (5)], G 2 (infero), achenio
- Calice: i sepali del calice sono ridotti ad una coroncina di squame.

- Corolla: 
  - fiori del raggio: la forma della corolla alla base è più o meno tubulosa-imbutiforme, mentre all'apice la ligula è ellittico-lineare; la ligula può terminare con alcuni denti; il colore è bianco o lilla;
  - fiori del disco: la forma è tubulare bruscamente divaricata in 5 lobi; i lobi, patenti o eretti, hanno una forma deltata o più o meno lanceolata; il colore è giallo.

- Androceo: l'androceo è formato da 5 stami sorretti da filamenti generalmente liberi; gli stami sono connati e formano un manicotto circondante lo stilo; le teche (produttrici del polline) alla base sono troncate e sono lievemente auricolate (molto raramente sono speronate o hanno una coda); le appendici apicali delle antere hanno delle forme piatte e lanceolate; il tessuto endoteciale (rivestimento interno dell'antera) è quasi sempre polarizzato (con due superfici distinte: una verso l'esterno e una verso l'interno). Il polline è sferico con un diametro medio di circa 25 micron;  è tricolporato (con tre aperture sia di tipo a fessura che tipo isodiametrica o poro) ed è echinato (con punte sporgenti).[9][11]

- Gineceo: l'ovario è infero uniloculare formato da 2 carpelli.[5] Lo stilo (il recettore del polline) è profondamente bifido (con due stigmi divergenti) e con le linee stigmatiche marginali separate.[12] I due bracci dello stilo hanno una forma da lanceolata a deltoide e possono essere papillosi o ricoperti da ciuffi di peli.

Frutti. I frutti sono degli acheni con pappo; in alcune specie è presente un certo dimorfismo (gli acheni dei fiori del raggio differiscono dagli acheni dei fiori del disco);
- achenio: gli acheni, con forme più o meno cilindriche, sono lateralmente compressi con alcune nervature laterali; la parete dell'achenio è formata da celle contenenti rafidi ma prive di fitomelanina; il carpoforo normalmente è anulare;
- pappo: il pappo è formato da 2 serie di setole finemente barbate o (più raramente) piumose; le setole sono persistenti; esternamente alle serie di setole può essere presente una coroncina di scaglie.[9]

## Biologia
Impollinazione: l'impollinazione avviene tramite insetti (impollinazione entomogama tramite farfalle diurne e notturne).

Riproduzione: la fecondazione avviene fondamentalmente tramite l'impollinazione dei fiori (vedi sopra).

Dispersione: i semi (gli acheni) cadendo a terra sono successivamente dispersi soprattutto da insetti tipo formiche (disseminazione mirmecoria). In questo tipo di piante avviene anche un altro tipo di dispersione: zoocoria. Infatti gli uncini delle brattee dell'involucro (se presenti) si agganciano ai peli degli animali di passaggio disperdendo così anche su lunghe distanze i semi della pianta. Inoltre per merito del pappo il vento può trasportare i semi anche a distanza di alcuni chilometri (disseminazione anemocora).

## Distribuzione e habitat
Le specie di questa sottotribù sono distribuite in America del Nord e Messico.

## Sistematica
La famiglia di appartenenza di questa voce (Asteraceae o Compositae, nomen conservandum) probabilmente originaria del Sud America, è la più numerosa del mondo vegetale, comprende oltre 23.000 specie distribuite su 1.535 generi, oppure 22.750 specie e 1.530 generi secondo altre fonti (una delle checklist più aggiornata elenca fino a 1.679 generi). La famiglia attualmente (2021) è divisa in 16 sottofamiglie; la sottofamiglia Asteroideae è una di queste e rappresenta l'evoluzione più recente di tutta la famiglia.

### Filogenesi
Il gruppo di questa voce è descritto nella tribù Astereae, una delle 21 tribù della sottofamiglia Asteroideae). Da un punto di vista filogenetico, la tribù Astereae fa parte del supergruppo (o sottofamiglia) "Asteroideae grade"; l'altro è il supergruppo "Non-Asteroideae" contenente il resto delle sottofamiglie delle Asteraceae. All'interno del supergruppo è vicina alle tribù Senecioneae, Calenduleae, Gnaphalieae e Anthemideae.
I caratteri più notevoli della tribù Astereae sono: la base delle antere sono prive di code e non sono calcarate (speronate); le linee stigmatiche dei bracci dello stilo sono totalmente separate; i due bracci dello stilo hanno una forma breve o allungata da lanceolata a deltoide e possono essere papillosi o ricoperti da ciuffi di peli (all'esterno, mentre all'interno sono glabri). La distribuzione della maggior parte delle specie di questo gruppo è nelle regioni temperate nord e sud.
In base alle ultime ricerche nella tribù sono stati individuati (provvisoriamente) 5 principali lignaggi:
- Basal grade: include alcuni generi isolati, il gruppo "South American-Oceania",  alcune sottotribù africane e il gruppo dei generi legnosi del Madagascar.
- Bellis lineage: comprende le sottotribù eurasiatiche e una sottotribù africana.
- Aster lineage: include i generi asiatici di Asterinae e i principali gruppi dell'Australia e dell'Oceania.
- Baccharis lineage: include alcuni gruppi sudamericani.
- North American lineage: include la vasta gamma di sottotribù del Nordamerica, Messico e alcuni gruppi distribuiti nel Sudamerica.

La sottotribù di questa voce è inclusa nel lignaggio "North American lineage". Da un punto di vista filogenetico la sottotribù è monofiletica e “gruppo fratello” dell'associazione delle sottotribù Symphyotrichinae-Machaerantherinae.
Il cladogramma seguente, tratto dallo studio citato e semplificato, mostra una possibile configurazione filogenetica della sottotribù.
|  | \| \| Batopilasia \| \| \| \| \| \| Chloracantha \| \| \| \| |
|  |                                                              |
|  | Boltonia                                                     |
|  |                                                              |
|  | Batopilasia                                                  |
|  |                                                              |
|  | Chloracantha                                                 |
|  |                                                              |

|  | Batopilasia  |
|  |              |
|  | Chloracantha |
|  |              |

|  | Symphyotrichinae  |
|  |                   |
|  | Machaerantherinae |
|  |                   |

|  | \| \| Batopilasia \| \| \| \| \| \| Chloracantha \| \| \| \| |
|  |                                                              |
|  | Boltonia                                                     |
|  |                                                              |
|  | Batopilasia                                                  |
|  |                                                              |
|  | Chloracantha                                                 |
|  |                                                              |

|  | Batopilasia  |
|  |              |
|  | Chloracantha |
|  |              |

|  | Symphyotrichinae  |
|  |                   |
|  | Machaerantherinae |
|  |                   |

I caratteri distintivi delle specie di questa sottotribù sono:
- le brattee involucrali hanno delle punte arrotondate o ottuse;
- i fiori del raggio sono contorti;
- gli acheni sono affusolati o compressi e alati.

Il numero cromosomico prevalente della sottotribù è: 2n = 18.

### Composizione della sottotribù
La sottotribù Boltoniinae comprende 3 generi e 10 specie.
| Genere                                                             | N. specie                                                                         | Distribuzione                       | Caratteri più significativi | Numeri cromosomici | Fiori |
| ------------------------------------------------------------------ | --------------------------------------------------------------------------------- | ----------------------------------- | --- | ------------------ | ----- |
| Batopilasia G.L.Nesom & R.D.Noyes, 2000                            | Una specie: Batopilasia byei (S.D.Sundb. & G.L.Nesom) G.L.Nesom & R.D.Noyes, 2000 | Messico (Chihuahua)                 | L'habitus è erbaceo. - I fusti sono lunghi da 7 a 20 cm e sono privi di spine. - Le foglie sono persistenti. - G acheni hanno delle forme cilindriche e sono privi di ali. - Il pappo è formato da setole.                        | 2n = 18            |       |
| Boltonia L'Her., 1788                                              | 6                                                                                 | Nord America                        | Gli acheni hanno delle forme piatte e sono alati. - Il pappo è formato da due scaglie laterali. | 2n = 18            |       |
| Chloracantha G.L.Nesom, D.R.Morgan, S.D.Sundb. & B.B.Simpson, 1991 | 3                                                                                 | America del Nord e America Centrale | L'habitus è sub-arbustivo. - I fusti sono lunghi da 50 a 250 cm e sono provviste di verdi spine. - Le foglie sono presto decidue. - Gli acheni hanno delle forme cilindriche e sono privi di ali. - Il pappo è formato da setole. | 2n = 18            |       |

### Chiave analitica
Per meglio comprendere ed individuare i vari generi della sottotribù, l'elenco seguente utilizza in parte il sistema delle chiavi analitiche (vengono cioè indicate solamente quelle caratteristiche utili a distingue un genere dall'altro):
- 1A: gli acheni hanno delle forme piatte e sono alati; il pappo è formato da due scaglie laterali;
  - Boltonia.
- 1B: gli acheni hanno delle forme cilindriche e sono privi di ali; il pappo è formato da setole;
  - Batopilasia: l'habitus è erbaceo; i fusti sono lunghi da 7 a 20 cm e sono privi di spine; le foglie sono persistenti.
  - Chloracantha: l'habitus è sub-arbustivo; i fusti sono lunghi da 50 a 250 cm e sono provviste di verdi spine; le foglie sono presto decidue.